# Drago Jančar
Drago Jančar (Maribor, 13 aprile 1948) è uno scrittore e saggista sloveno.

## Biografia
Jančar nacque a Maribor, città industriale nel nord-est della Slovenia; suo padre era stato partigiano. Come studente all'Università di Maribor, all'inizio degli anni settanta, fu capo redattore del giornale studentesco Katedra. A causa di alcuni articoli critici contro il regime comunista dovette lasciare il giornale. Nel 1974 fu accusato di "diffusione di propaganda ostile" per aver introdotto in Jugoslavia un volume sul massacro dei domobranci, che aveva comperato nella vicina Carinzia austriaca. Fu condannato a un anno di reclusione, ma venne rilasciato dopo tre mesi. Lo stesso anno venne arruolato nell'esercito jugoslavo e mandato a prestare servizio in Serbia, dove fu vittima di sistematici maltrattamenti da parte dei superiori, a causa del suo status di "sovversivo". 
Tornato in Slovenia, decise di dedicarsi esclusivamente alla scrittura. Non riuscendo a pubblicare i suoi libri, trovò lavoro al quotidiano di Maribor Večer, dove però non poté scrivere articoli e fu assegnato a lavori amministrativi. Alla fine degli anni settanta si trasferì a Lubiana, dove lavorò come sceneggiatore e aiuto regista in alcune produzioni cinematografiche. A Lubiana conobbe numerosi dissidenti politici, tra i quali il poeta Edvard Kocbek e il filosofo Ivan Urbančič, e cominciò a partecipare al fervente clima culturale della capitale slovena dei primi anni ottanta. Dopo la morte di Tito e la graduale liberalizzazione in campo culturale, Jančar poté lavorare con numerose compagnie teatrali come sceneggiatore e pubblicò i suoi primi romanzi.
Dal 1987 al 1991 fu presidente dell'Associazione degli scrittori sloveni, usando la propria posizione per promuovere la democratizzazione del Paese. Nelle elezioni del 1990 sostenne apertamente l'Opposizione Democratica della Slovenia e la successiva decisione per l'indipendenza della Slovenia.
La prosa di Jančar si accosta spesso a modelli modernisti, mentre i contenuti ruotano intorno alla questione del rapporto tra l'individuo e le istituzioni reppressive, come prigioni, galere, manicomi, caserme. Il suo stile è spesso laconico e allo stesso tempo ironico. I suoi romanzi sono quasi sempre legati a concrete vicende storiche dell'Europa centrale, la cui sorte sembra incarnare, per lo scrittore, la tragicità della condizione umana.
Jančar è anche autore di numerosissimi saggi, nei quali analizza con pungente ironia le questioni politiche e culturali slovene e europee. Sostenitore della necessità dell'impegno civile, sostenne la causa dei bosgnacchi nelle guerre jugoslave e guidò una delegazione di scrittori sloveni che visitarono la Sarajevo assediata. Nelle elezioni del 2000 e 2004 diede il suo pubblico appoggio al Partito Democratico Sloveno.
Jančar è uno dei più noti scrittori sloveni contemporanei: le sue opere sono tradotte in 18 lingue, tra le quali anche l'hindi, il kazako e l'irlandese.
Nel 2003 ha vinto il Premio Herder, nel 2016 il Premio Internazionale Ignazio Silone e nel 2020 il Premio di Stato austriaco per la letteratura europea.

## Opere tradotte in italiano
- L'allievo di Joyce. Racconti, trad. Veronika Brecelj, coedizione Ibiskos Editrice Risolo e ZTT-Est, Empoli-Trieste 2006, collana Est-Libris.
- Il ronzio, trad. Roberto Dapit, Forum, Udine 2007.
- Aurora Boreale, trad. Darja Betocchi ed Enrico Lenaz, Bompiani, Milano 2008.
- Stanotte l'ho vista, trad. Veronika Brecelj, Comunicarte Edizioni, Trieste 2015 (ISBN 978 88 6287 086 3)
- E l'amore anche ha bisogno di riposo, trad. Darja Betocchi, ed. La nave di Teseo, 2022.